# Ronde van Picardië 2014
De 68e editie van de Ronde van Picardië vond in 2014 plaats van 16 tot en met 18 mei. De start was in Fort Mahon, de finish in Bray-sur-Somme. De ronde maakte deel uit van de UCI Europe Tour 2014, in de categorie 2.1. In 2013 won de Duitse sprinter Marcel Kittel.

## Deelnemende ploegen
| WorldTour               | ProContinentaal              | Continentaal            |
| ----------------------- | ---------------------------- | ----------------------- |
| AG2R La Mondiale        | Bretagne-Séché Environnement | BigMat-Auber 93         |
| Europcar                | Cofidis                      | La Pomme Marseille      |
| FDJ.fr                  | MTN-Qhubeka                  | Roubaix Lille Métropole |
| Astana                  | Topsport Vlaanderen-Baloise  | Wallonie-Bruxelles      |
| BMC Racing Team         | Wanty-Groupe Gobert          |                         |
| Giant-Shimano           |                              |                         |
| Omega Pharma-Quick-Step |                              |                         |

## Etappe-overzicht
| etappe | datum    | start      | finish              | type       | afstand  | winnaar       | klassementsleider |
| ------ | -------- | ---------- | ------------------- | ---------- | -------- | ------------- | ----------------- |
| 1e     | 16 april | Fort Mahon | Estrées-Saint-Denis | Vlakke rit | 191 km   | Bryan Coquard | Bryan Coquard     |
| 2e     | 17 april | Mouy       | Craonne             | Vlakke rit | 176,5 km | Arnaud Démare | Arnaud Démare     |
| 3e     | 18 april | Cap'Aisne  | Bray-sur-Somme      | Vlakke rit | 170,5 km | Arnaud Démare | Arnaud Démare     |

## Etappe-uitslagen

### 1e etappe
| Fort Mahon – Estrées-Saint-Denis (191 km) |                   |                              |          |
| Plaats                                    | Naam              | Ploeg                        | Tijd     |
| Winnaar                                   | Bryan Coquard     | Europcar                     | 4u17'27" |
| 2                                         | Arnaud Démare     | FDJ.fr                       | z.t.     |
| 3                                         | Ramon Sinkeldam   | Giant-Shimano                | z.t.     |
| 4                                         | Gianni Meersman   | Omega Pharma-Quick-Step      | z.t.     |
| 5                                         | Kenneth Vanbilsen | Topsport Vlaanderen-Baloise  | z.t.     |
| 6                                         | Jempy Drucker     | Wanty-Groupe Gobert          | z.t.     |
| 7                                         | Frédérique Robert | Wanty-Groupe Gobert          | z.t.     |
| 8                                         | Andrea Guardini   | Astana                       | z.t.     |
| 9                                         | Romain Feillu     | Bretagne-Séché Environnement | z.t.     |
| 10                                        | Rudy Barbier      | Roubaix Lille Métropole      | z.t.     |

| Algemeen klassement |                   |                              |          |
| Plaats              | Naam              | Ploeg                        | Tijd     |
| Gele trui           | Bryan Coquard     | Europcar                     | 4u17'17" |
| 2                   | Arnaud Démare     | FDJ.fr                       | + 1"     |
| 3                   | Ramon Sinkeldam   | Giant-Shimano                | + 6"     |
| 4                   | Nikolas Maes      | Omega Pharma-Quick-Step      | + 7"     |
| 5                   | Kenneth Vanbilsen | Topsport Vlaanderen-Baloise  | + 8"     |
| 6                   | Gianni Meersman   | Omega Pharma-Quick-Step      | + 9"     |
| 7                   | Jempy Drucker     | Wanty-Groupe Gobert          | + 10"    |
| 8                   | Frédérique Robert | Wanty-Groupe Gobert          | z.t.     |
| 9                   | Andrea Guardini   | Astana                       | z.t.     |
| 10                  | Romain Feillu     | Bretagne-Séché Environnement | z.t.     |

### 2e etappe
| Mouy – Craonne (176,5 km) |                   |                              |          |
| Plaats                    | Naam              | Ploeg                        | Tijd     |
| Winnaar                   | Arnaud Démare     | FDJ.fr                       | 3u57'24" |
| 2                         | Ramon Sinkeldam   | Giant-Shimano                | z.t.     |
| 3                         | Rudy Barbier      | Roubaix Lille Métropole      | + 2"     |
| 4                         | Tom Van Asbroeck  | Topsport Vlaanderen-Baloise  | z.t.     |
| 5                         | Kristian Sbaragli | MTN-Qhubeka                  | z.t.     |
| 6                         | Romain Feillu     | Bretagne-Séché Environnement | z.t.     |
| 7                         | Jempy Drucker     | Wanty-Groupe Gobert          | z.t.     |
| 8                         | Justin Jules      | La Pomme Marseille           | z.t.     |
| 9                         | Florian Sénéchal  | Cofidis                      | z.t.     |
| 10                        | Edward Theuns     | Topsport Vlaanderen-Baloise  | z.t.     |

| Algemeen klassement |                   |                             |          |
| Plaats              | Naam              | Ploeg                       | Tijd     |
| Gele trui           | Arnaud Démare     | FDJ.fr                      | 8u14'32" |
| 2                   | Ramon Sinkeldam   | Giant-Shimano               | + 9"     |
| 3                   | Bryan Coquard     | Europcar                    | + 11"    |
| 4                   | Rudy Barbier      | Roubaix Lille Métropole     | + 17"    |
| 5                   | Björn Leukemans   | Wanty-Groupe Gobert         | + 18"    |
| 6                   | Nikolas Maes      | Omega Pharma-Quick-Step     | z.t.     |
| 7                   | Maxime Daniel     | AG2R La Mondiale            | z.t.     |
| 8                   | Kenneth Vanbilsen | Topsport Vlaanderen-Baloise | + 19"    |
| 9                   | Jempy Drucker     | Wanty-Groupe Gobert         | + 20"    |
| 10                  | Gianni Meersman   | Omega Pharma-Quick-Step     | z.t.     |

### 3e etappe
| Cap'Aisne – Bray-sur-Somme (170,5 km) |                  |                              |          |
| Plaats                                | Naam             | Ploeg                        | Tijd     |
| Winnaar                               | Arnaud Démare    | FDJ.fr                       | 3u45'35" |
| 2                                     | Ramon Sinkeldam  | Giant-Shimano                | z.t.     |
| 3                                     | Gianni Meersman  | Omega Pharma-Quick-Step      | z.t.     |
| 4                                     | Philippe Gilbert | BMC Racing Team              | z.t.     |
| 5                                     | Maxime Daniel    | AG2R La Mondiale             | z.t.     |
| 6                                     | Erwann Corbel    | Bretagne-Séché Environnement | z.t.     |
| 7                                     | Justin Jules     | La Pomme Marseille           | z.t.     |
| 8                                     | Tim De Troyer    | Wanty-Groupe Gobert          | z.t.     |
| 9                                     | Rudy Barbier     | Roubaix Lille Métropole      | z.t.     |
| 10                                    | Florian Sénéchal | Cofidis                      | z.t.     |

## Eindklassementen
| Plaats    | Naam                 | Ploeg                        | Tijd      |
| --------- | -------------------- | ---------------------------- | --------- |
| Gele trui | Arnaud Démare        | FDJ.fr                       | 11u59'57" |
| 2         | Ramon Sinkeldam      | Giant-Shimano                | + 13"     |
| 3         | Bryan Coquard        | Team Europcar                | + 21"     |
| 4         | Gianni Meersman      | Omega Pharma-Quick-Step      | + 26"     |
| 5         | Rudy Barbier         | Roubaix Lille Métropole      | + 27"     |
| 6         | Björn Leukemans      | Wanty-Groupe Gobert          | + 28"     |
| 7         | Nikolas Maes         | Omega Pharma-Quick-Step      | z.t.      |
| 8         | Maxime Daniel        | AG2R La Mondiale             | z.t.      |
| 9         | Kévin Réza           | Europcar                     | z.t.      |
| 10        | Kenneth Vanbilsen    | Topsport Vlaanderen-Baloise  | + 29"     |
| 11        | Jempy Drucker        | Wanty-Groupe Gobert          | + 30"     |
| 12        | Vegard Stake Laengen | Bretagne-Séché Environnement | z.t.      |
| 13        | Romain Feillu        | Bretagne-Séché Environnement | + 31"     |
| 14        | Florian Sénéchal     | Cofidis                      | z.t.      |
| 15        | Tom Van Asbroeck     | Topsport Vlaanderen-Baloise  | z.t.      |
| 16        | Kristian Sbaragli    | MTN-Qhubeka                  | z.t.      |
| 17        | Edward Theuns        | Topsport Vlaanderen-Baloise  | z.t.      |
| 18        | Lloyd Mondory        | AG2R La Mondiale             | z.t.      |
| 19        | Gediminas Bagdonas   | AG2R La Mondiale             | z.t.      |
| 20        | Flavien Dassonville  | BigMat-Auber 93              | z.t.      |

| Plaats      | Naam            | Ploeg                   | Punten |
| ----------- | --------------- | ----------------------- | ------ |
| Groene trui | Arnaud Démare   | FDJ.fr                  | 45     |
| 2           | Ramon Sinkeldam | Giant-Shimano           | 33     |
| 3           | Gianni Meersman | Omega Pharma-Quick-Step | 17     |

| Plaats        | Naam              | Ploeg              | Punten |
| ------------- | ----------------- | ------------------ | ------ |
| Bolletjestrui | Philippe Gilbert  | BMC Racing Team    | 13     |
| 2             | Tom Dumoulin      | Giant-Shimano      | 12     |
| 3             | Julien Antomarchi | La Pomme Marseille | 4      |

| Plaats | Ploeg                       | Tijd      |
| ------ | --------------------------- | --------- |
|        | Wanty-Groupe Gobert         | 36u01'24" |
| 2      | Omega Pharma-Quick-Step     | z.t.      |
| 3      | Topsport Vlaanderen-Baloise | z.t.      |

## Klassementenverloop
| Etappe       | Winnaar       | Algemeen klassement · | Puntenklassement · | Bergklassement · | Ploegenklassement ·         |
| ------------ | ------------- | --------------------- | ------------------ | ---------------- | --------------------------- |
| 1            | Bryan Coquard | Bryan Coquard         | Bryan Coquard      | Philippe Gilbert | Wanty-Groupe Gobert         |
| 2            | Arnaud Démare | Arnaud Démare         | Arnaud Démare      | Tom Dumoulin     | Topsport Vlaanderen-Baloise |
| 3            | Arnaud Démare | Arnaud Démare         | Arnaud Démare      | Philippe Gilbert | Wanty-Groupe Gobert         |
| 0Eindstanden | 0Eindstanden  | Arnaud Démare         | Arnaud Démare      | Philippe Gilbert | Wanty-Groupe Gobert         |

Etappewedstrijden

 Ster van Bessèges ·
 Ronde van de Middellandse Zee ·
 Ruta del Sol ·
 Ronde van de Algarve ·
 Ronde van de Haut-Var ·
 Driedaagse van West-Vlaanderen ·
 Internationale Wielerweek ·
 Internationaal Wegcriterium ·
 Driedaagse van De Panne-Koksijde ·
 Ronde van de Sarthe ·
 Ronde van Trentino ·
 Ronde van Turkije ·
 Vierdaagse van Duinkerke ·
 Ronde van Azerbeidzjan ·
 Szlakiem Grodów Piastowskich ·
 Ronde van Castilië en León ·
 Ronde van Picardië ·
 Ronde van Noorwegen ·
 World Ports Classic ·
 Ronde van Beieren ·
 Ronde van België ·
 Tour des Fjords ·
 Ronde van Estland ·
 Ronde van Luxemburg ·
 Boucles de la Mayenne ·
 Ster ZLM Toer ·
 Ronde van Slovenië ·
 Route du Sud ·
 Ronde van Oostenrijk ·
 Sibiu Cycling Tour ·
 Ronde van Wallonië ·
 Ronde van Portugal ·
 Ronde van Denemarken ·
 Ronde van de Ain ·
 Ronde van Burgos ·
 Arctic Race of Norway ·
 Ronde van de Limousin ·
 Ronde van Poitou-Charentes ·
 Ronde van Groot-Brittannië ·
 Ronde van Gévaudan Languedoc-Roussillon ·
 Eurométropole Tour
Eendaagse wedstrijden

 GP La Marseillaise ·
 Grote Prijs van de Etruskische Kust ·
 Trofeo Palma ·
 Trofeo Ses Salines ·
 Trofeo Serra de Tramuntana ·
 Trofeo Platja de Muro ·
 Trofeo Laigueglia ·
 Ronde van Murcia ·
 Omloop Het Nieuwsblad ·
 Classic Sud Ardèche ·
 GP Lugano ·
 Clásica de Almería ·
 Kuurne-Brussel-Kuurne ·
 La Drôme Classic ·
 Le Samyn ·
 GP Città di Camaiore ·
 Strade Bianche ·
 Roma Maxima ·
 Ronde van Drenthe ·
 Dwars door Drenthe ·
 Nokere Koerse ·
 GP Nobili Rubinetterie ·
 Handzame Classic ·
 Classic Loire-Atlantique ·
 Grote Prijs van Cholet-Pays de Loire ·
 Dwars door Vlaanderen ·
 Route Adélie de Vitré ·
 Volta Limburg Classic ·
 Grote Prijs Miguel Indurain ·
 Ronde van La Rioja ·
 Scheldeprijs ·
 GP Cerami ·
 Klasika Primavera ·
 Parijs-Camembert ·
 Brabantse Pijl ·
 GP Denain ·
 Ronde van de Finistère ·
 Tro Bro Léon ·
 Ronde van Keulen ·
 La Roue Tourangelle ·
 Rund um den Finanzplatz Eschborn-Frankfurt ·
 Ronde van de Somme ·
 ProRace Berlin ·
 Grote Prijs van Plumelec ·
 Boucles de l'Aulne ·
 Ronde van Zeeland Seaports ·
 GP Kanton Aargau ·
 Ronde van Limburg ·
 Ronde van de Apennijnen ·
 Halle-Ingooigem ·
 Prueba Villafranca de Ordizia ·
 GP Industria & Artigianato-Larciano ·
 Ronde van Toscane ·
 Circuito de Getxo ·
 Polynormande ·
 RideLondon Classic ·
 GP Stad Zottegem ·
 Arnhem-Veenendaal Classic ·
 Châteauroux Classic de l'Indre ·
 Druivenkoers Overijse ·
 Brussels Cycling Classic ·
 GP Fourmies ·
 Ronde van de Doubs ·
 GP Jef Scherens ·
 Coppa Bernocchi ·
 GP van Wallonië ·
 Coppa Agostoni ·
 Ronde van de Drie Valleien ·
 Kampioenschap van Vlaanderen ·
 Grote Prijs Impanis-Van Petegem ·
 Memorial Marco Pantani ·
 GP Industria & Commercio di Prato ·
 GP van Isbergues ·
 Omloop van het Houtland ·
 Duo Normand ·
 Milaan-Turijn ·
 Ronde van het Münsterland ·
 Ronde van de Vendée ·
 Memorial Frank Vandenbroucke ·
 Coppa Sabatini ·
 Parijs-Bourges ·
 Ronde van Emilia ·
 Parijs-Tours ·
 GP Beghelli ·
 Nationale Sluitingsprijs ·
 Chrono des Nations